# Стрелка южная

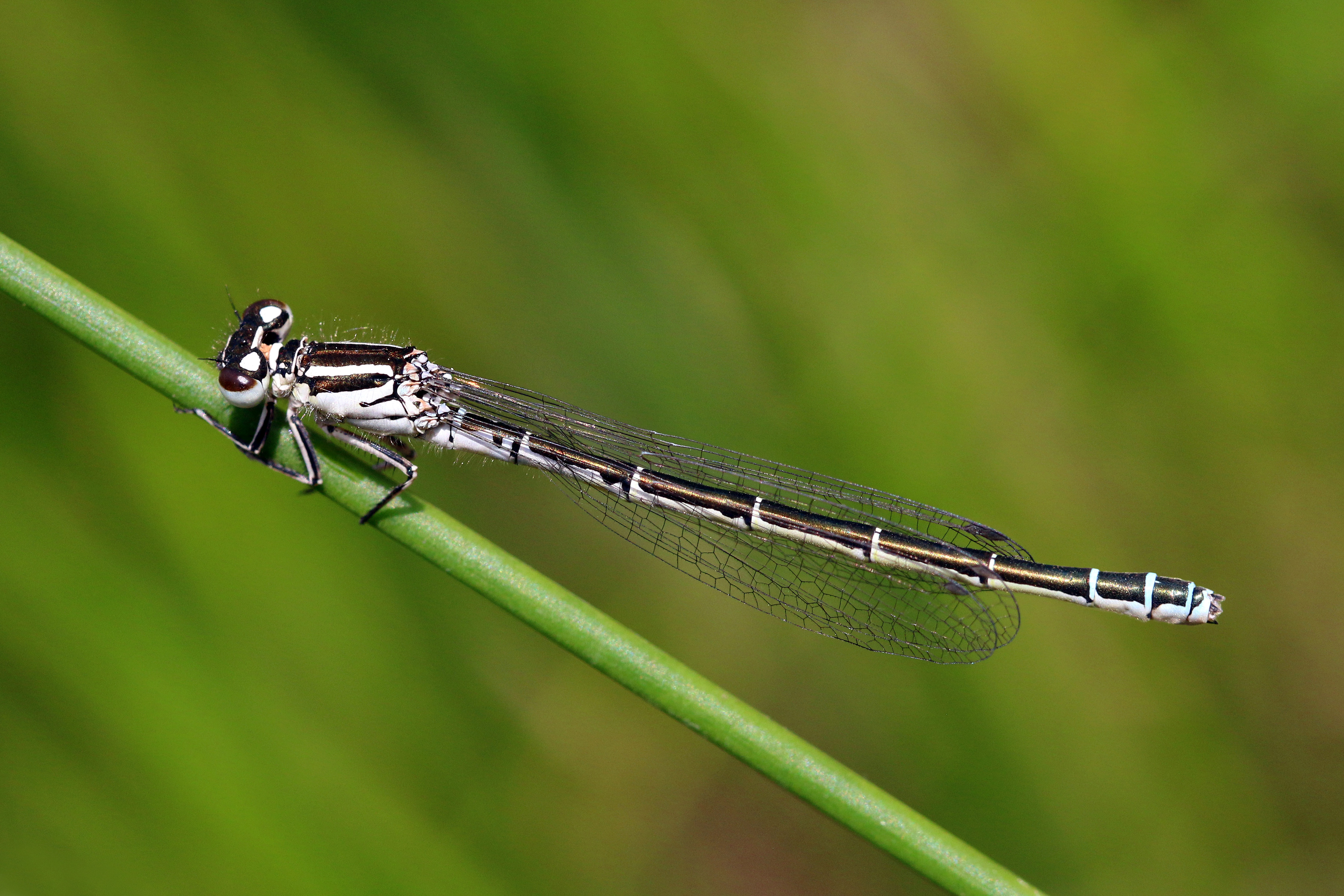
Самка

Стре́лка ю́жная, или стрелка ртутная, или стрелка Меркурия (лат. Coenagrion mercuriale) — редкий вид стрекоз семейства Стрелки (Coenagrionidae), который встречается в Европе и Северной Африке. Имаго летают с мая по август. Личинки развиваются под водой 2 года. Включён в Международную Красную книгу МСОП, а также охраняется в регионах (Великобритания).

## Распространение
Реликтовый средиземноморский вид. Распространён в Европе (Австрия, Бельгия, Великобритания, Германия, Испания, Италия, Нидерланды, Португалия, Словакия, Словения, Франция, Швейцария) и Северная Африка (Алжир, Марокко, Тунис).
Известны отдельные находки на территории бывшего СССР: Азербайджан, Армения, Украина.
На территории Украины имеются сообщения о нахождении личинок этого вида в лимане реки Южный Буг на границе с Румынией, однако оно нуждается в подтверждении. Также вид приводился в Красной книге Украины (1994) для Дунайского биосферного заповедника в Одесской области.
Климатологические и географические особенности позволяют описывать её зоогеографический статус разными авторами как средиземноморский, иберо-магрибский или атланто-средиземноморский. В Великобритании отмечен только вдоль южного побережья. В большинстве стран Европы встречается локально (Австрия, Бельгия, Нидерланды, Словения, Швейцария), и лишь в Германии, Испании, Италии и Франции имеет более широкое распространение.
Популяция вида в Италии иногда рассматривается как отдельный подвид Coenagrion mercuriale castellanii.

## Описание

### Имаго
Относительно небольшая стрекоза голубого цвета. Характерным признаком является наличие особого чёрного рисунка на груди и брюшке, напоминающего обозначение планеты Меркурия в астрономии — ☿, за что вид и получил видовое латинское название. Общая длина тела — 22—31 мм. Длина брюшка — 19-27 мм. Длина переднего крыла 12-21 мм. Передняя и задняя пары крыльев практически одинаковые по своему размеру и жилкованию. Сами крылья прозрачные, на них имеются небольшие чёрные отметины на концах. Окраска самцов имеет небесно-голубой оттенок. Молодые самки могут быть синими или зелеными (обычно они светлее самцов), но с постепенно становятся коричневыми.

### Личинки
Личинки-нимфы имеют длину до 16 мм. Окраска тела от желтовато-коричневой до серо-жёлтой и зеленоватой. Голова округлая, в 2 раза шире своей длины, с затылочной части светлее. Видоизменённая нижняя губа маска для схватывания добычи имеет плоскую форму. Длина крыловых чехлов до 4 мм. Длина передней пары ног 5 мм, средней 5,5 мм, а задней — 7 мм. Брюшко имеет цилиндрическую форму и к своему заднему концу постепенно сужается. Три хвостовые жаберные пластинки имеют длину до 3 мм (примерно равны трём последним брюшным сегментам).

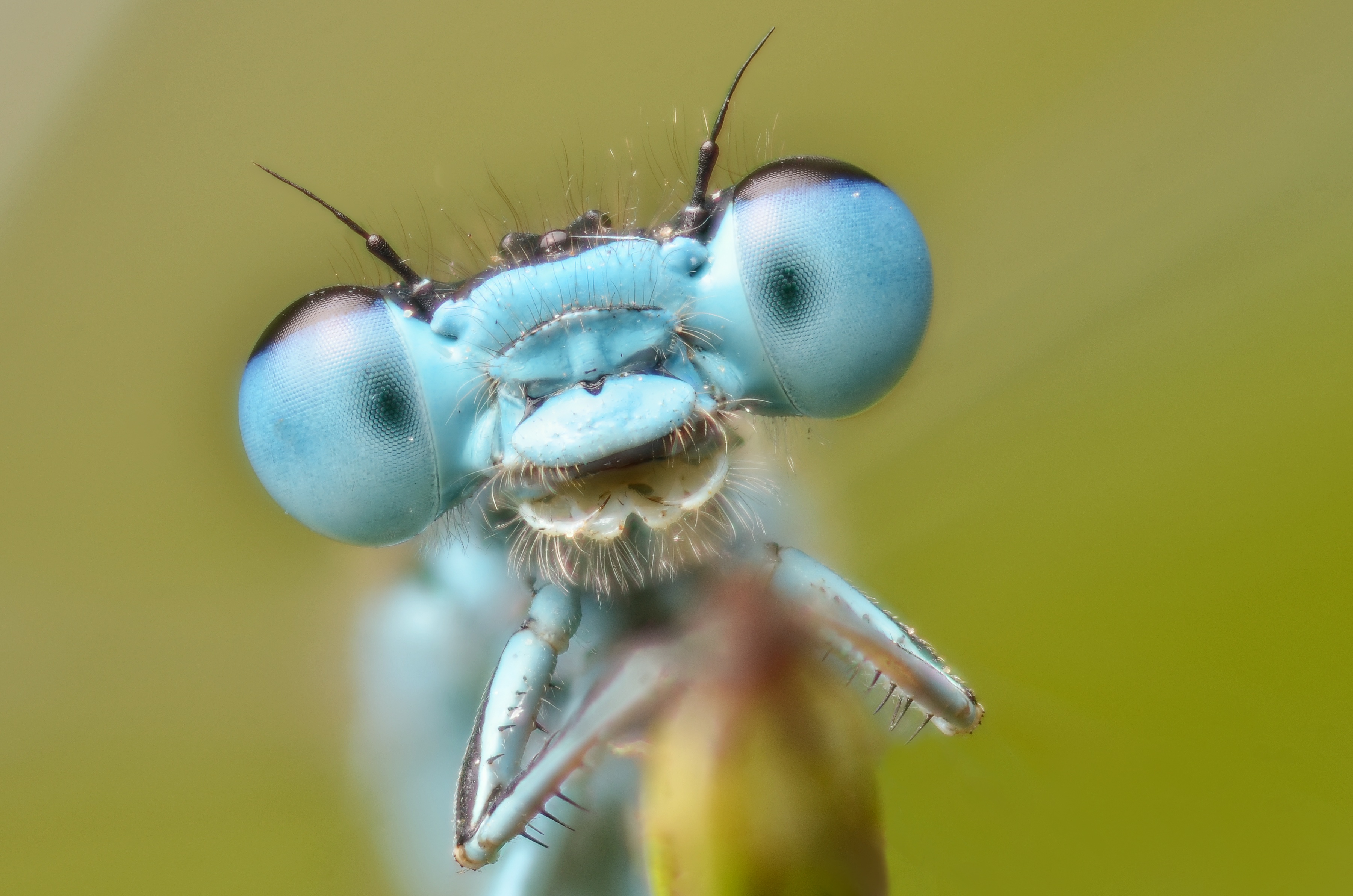
Голова
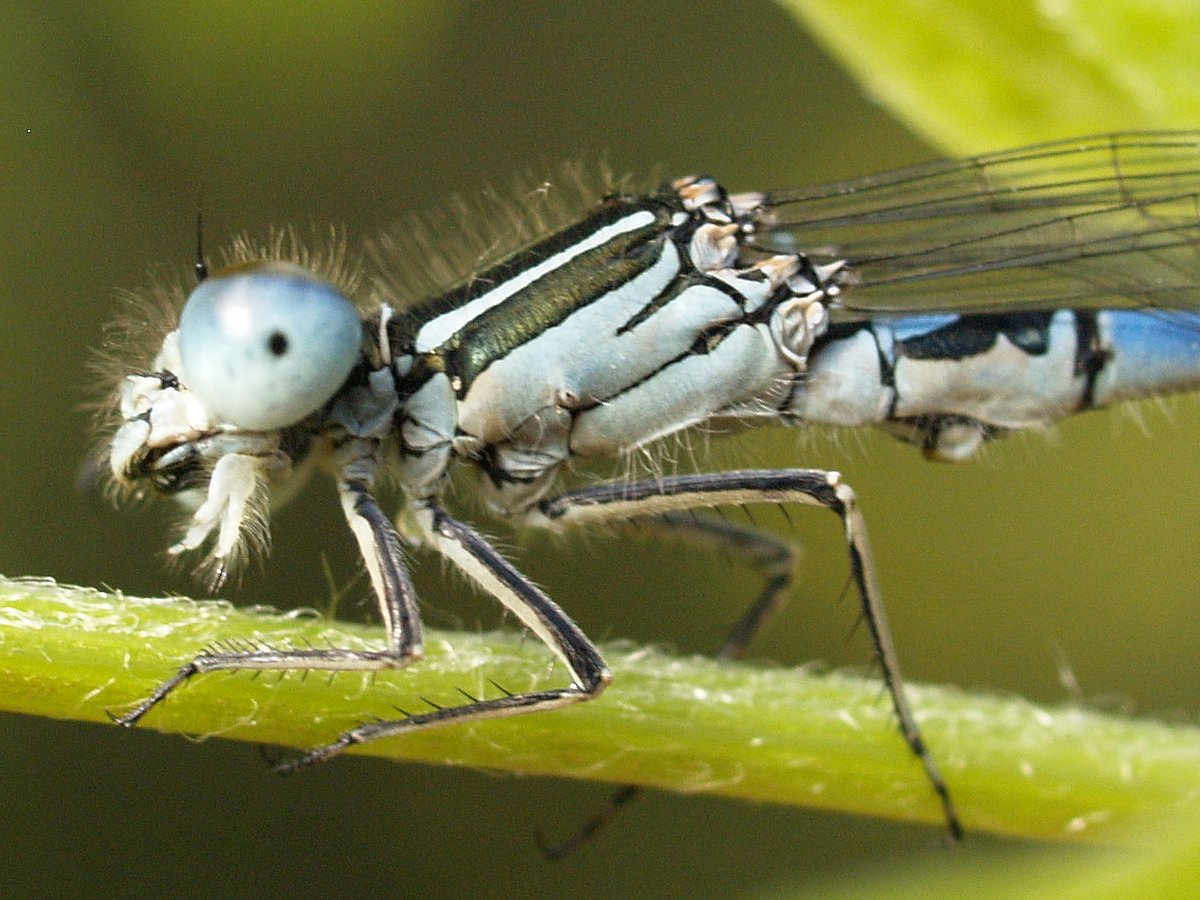
Вид сбоку
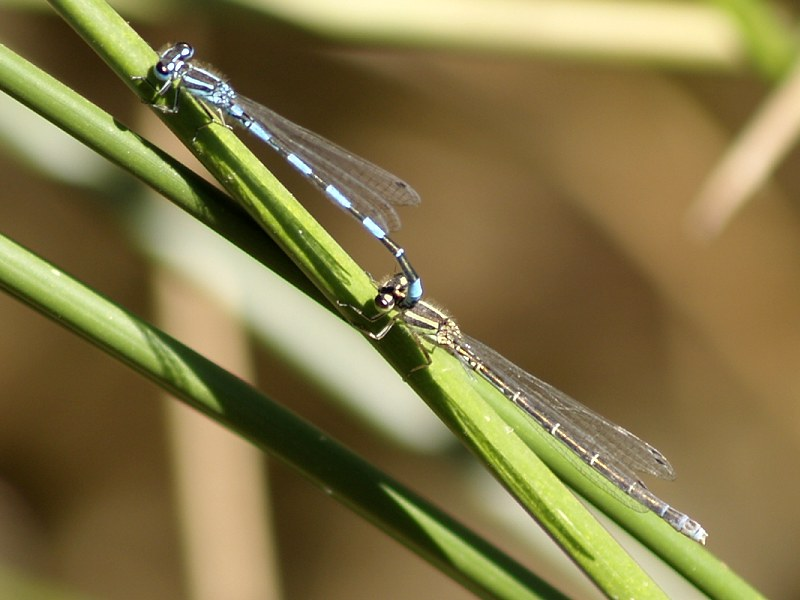
Спаривание

## Биология
В отличие от большинства остальных видов рода Coenagrion, типичен для проточных, а не для стоячих типов водоёмов. Местом обитания вида являются реки с медленным течением, открытые потоки и ручьи с обильной водной растительностью и зарослями трав по берегам, заболоченные ручьи, пруды. Вид имеет двухлетнюю генерацию. В июне-июле самка откладывает яйца на водные растения или в ил у берегов водоема. Эмбриональное развитие яиц продолжается 3—4 недели. Личинки появляются в конце лета. Личинки — хищники. Медленное развитие личинок обусловлено низкой температурой воды в местах обитания вида. Личинка перед зимовкой проходят 8—9 линек. Следующим летом продолжается развитие личинок, и они зимуют второй раз. Летом они линяют раз и превращаются в имаго. Лёт имаго наблюдается с середины мая по август. В бассейне реки Дром в заповеднике Réserve naturelle nationale des Ramières du Val de Drôme (департамент Дром, Франция) плотность популяции Coenagrion mercuriale достигает 72 стрекоз на 100 м.

## Охрана
Причинами уменьшения численности вида является мелиоративные работы, интенсивные методы ведения сельского хозяйства, загрязнение водоемов, уменьшения количества слабопроточных водоёмов с пригодным для развития личинок температурным режимом. Во втором издании Красной книги Украины (1994) вид имел природоохранный статус — 1 категория. Вид охранялся на территории природного Дунайского биосферного заповедника («Дунайские плавни»). В 2009 году вид был исключён из третьего издания Красной книги Украины.
Международный союз охраны природы включил данный вид в Красный список со статусом NT (Near Threatened) — "близкий к угрожаемому состоянию". С той же природоохранной категорией NT вид включён в Европейский Красный список (англ. European Red List of Dragonflies). По оценкам МСОП, вид находится под угрозой исчезновения в Великобритании, Швейцарии, Италии, Алжире, Тунисе, Словакии; на грани исчезновения — в Австрии, Бельгии, Германии, Лихтенштейне. Вид является вымершим в Люксембурге, Нидерландах и Словении. Информация о состоянии вида в Чехии и Болгарии проверяется. Данные из Албании, Венгрии, Молдовы и Румынии о наличии вида и его состоянии сейчас рассматриваются в МСОП как ошибочные.

## Галерея
В 2013 году изображение стрекозы было включено в серию «Красная книга» памятных монет Молдовы, которые изготавливались из серебра 999 пробы (диаметр 30 мм).

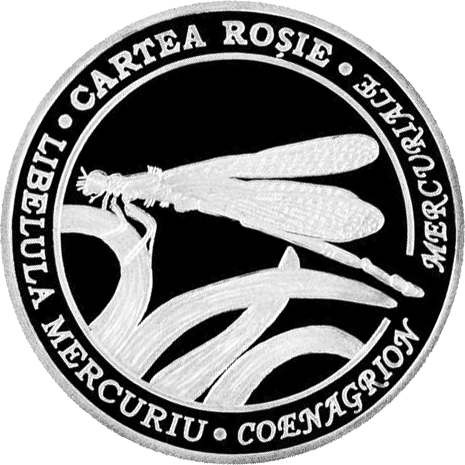
Стрелка южная на памятной монете Молдовы
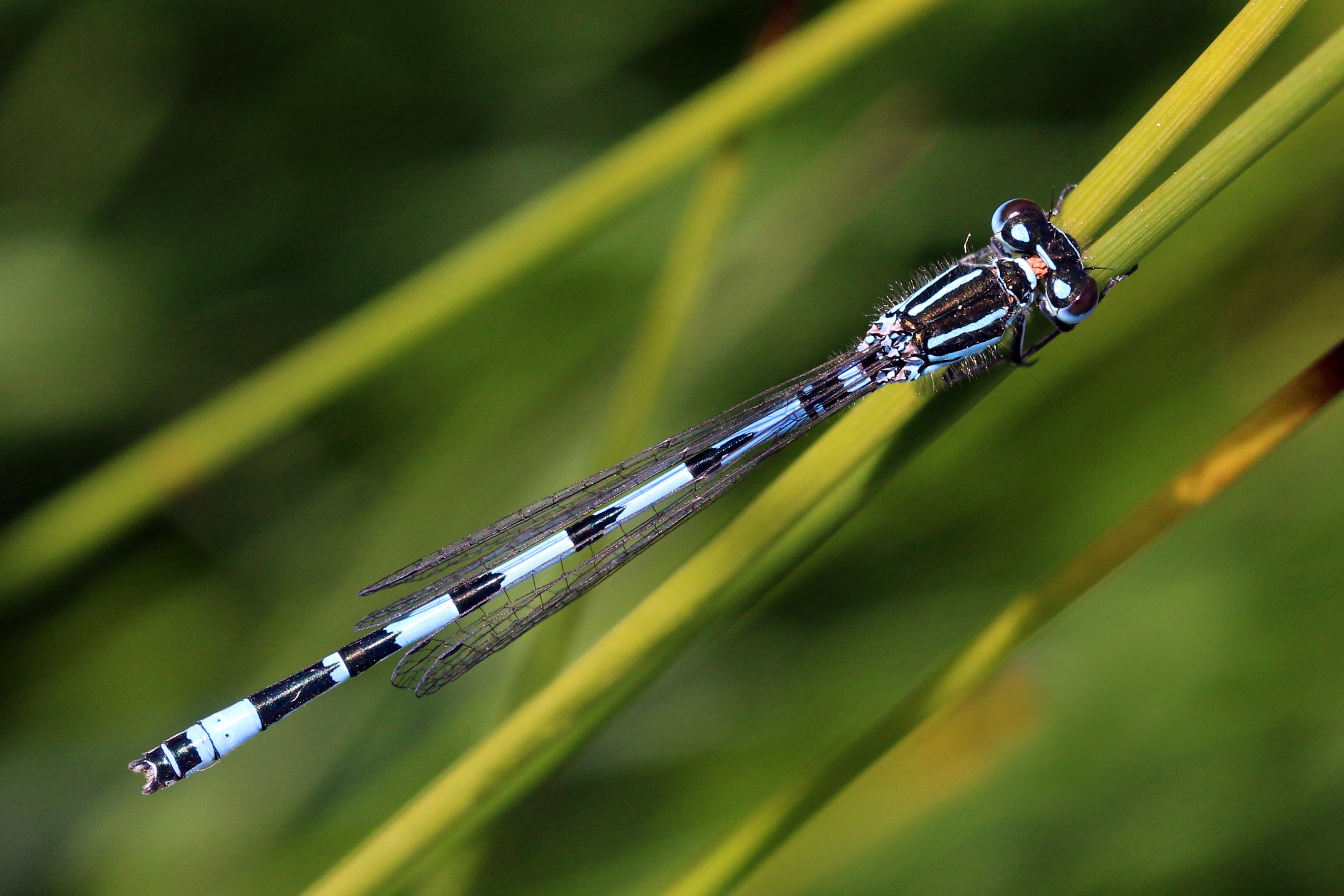
Самец (Оксфордшир, Англия)